# Cronian
Cronian est un groupe de metal progressif et avant-gardiste norvégien et suédois. Il est formé en 2004 par Øystein Brun et Andreas Hedlund, et aussi connu sous le nom de Vintersorg. Le style musical du groupe est fortement symphonique et programmée, alliant chant mélodique et voix dure, tous visant à créer un sentiment très froid et cinématique.

## Biographie
Le compositeur/guitariste de Borknagar, Øystein Brun, et le musicien suédois Andreas Hedlund, réalisent qu'ils avaient une idée similaire pour un groupe depuis 2000. À l'origine sous le nom de Ion, les deux musiciens commencent à collaborer, et en 2004 le groupe commence finalement à gagner de la force.
En 2005, la musique du groupe, maintenant connu sous le nom Cronian, est finalisé et publié, et en 2006, ils sortent leur premier album de longue durée, intitulé Terra. L'album est masterisé par le célèbre musicien et producteur Dan Swanö, et publié en 2006 par Century Media Records, comme la première version dans une affaire de trois disques. Cette même année, le groupe continue les enregistrements pour un deuxième album studio. En octobre 2008 sort leur nouvel album, Enterprise, au label Indie Recordings.
En mai 2013, Cronian signe avec le label Century Media Records. Trois mois plus tard, le groupe révèle le titre de son troisième album studio, Erathems, et sa sortie pour le 8 novembre en Europe et le 12 novembre en Amérique du Nord.

## Membres
- Andreas Hedlund - chant, basse, synthétiseur (depuis 2004)
- Øystein Brun - guitare, boite à rythmes (depuis 2004)

## Discographie
- 2006 : Terra
- 2008 : Enterprise
- 2013 : Erathems